# 姚富强
姚富强（1957年5月—），安徽枞阳人，国防科技大学教授，中国工程院院士，少将军衔。

## 生平
1982年毕业于西安电子科技大学，获学士学位。1990年和1993年先后在西安电子科技大学获硕士和博士学位